# Katharina Blums förlorade heder (film)
Katharina Blums förlorade heder är en västtysk film från 1975 efter Heinrich Bölls roman med samma namn.
Filmen är precis som Bölls roman en skarp kritik mot den tyska tabloidpressen. Böll skrev boken utifrån sina egna erfarenheter av Bild-Zeitung.

## Rollista i urval
- Angela Winkler – Katharina Blum
- Mario Adorf – Kommissarie Beizmenne
- Dieter Laser – Werner Tötges
- Jürgen Prochnow – Ludwig Götten
- Heinz Bennent – Dr. Hubert Blorna
- Hannelore Hoger – Trude Blorna
- Rolf Becker – Åklagare Hach
- Harald Kuhlmann – Moeding
- Herbert Fux – Weninger
- Regine Lutz – Else Woltersheim